# Мури Таррагони
Мури Таррагони (ісп. Muralla de Tarragona) — захисні мури римського міста Таррако, столиці провінції Ближня Іспанія (сучасне місто Таррагона в Каталонії). Мури Таррагони входять в комплекс археологічного ансамблю Таррако, який у 2000 році включений до списку Світової спадщини ЮНЕСКО.

## Історія та характеристики
Мури — це найстаріші споруди римського Таррако. Спочатку це був простий дерев'яний частокіл, побудований для захисту військового гарнізону. Римські мури були побудовані у третьому столітті до нашої ери, але не відомо, коли це було — під час або після Другої Пунічної війни.
Між 217 і 197 роками до н. е. мури були розширені і укріплені та мали висоту 6 метрів і товщину близько 4,5 метрів, з вежами у слабких місцях. У третьому столітті стіни мали довжину приблизно 4 км. 
У результаті ісламського вторгнення у VIII столітті постраждали і мури Таррако, спостерігалося і поступове скорочення чисельності населення, яке тривало до захоплення міста Рамоном Баранґе IV у ході реконкісти в дванадцятому столітті, після чого мури були знову відновлени. У Новий і Новітній час мури неодноразово перебудовувалися і ремонтувалися, у тому числі і під час наполеонівської окупації на початку XIX століття. Але на початок XXI століття збереглося тільки близько 1 км мурів і три вежі (вежа Архієпископа, вежа Кабіскол і вежа Мінерви). У 2015 році уряд виділив 274000 євро на ремонт мурів.
Наразі римські мури є одним з символів міста Таррагона.

## Галерея

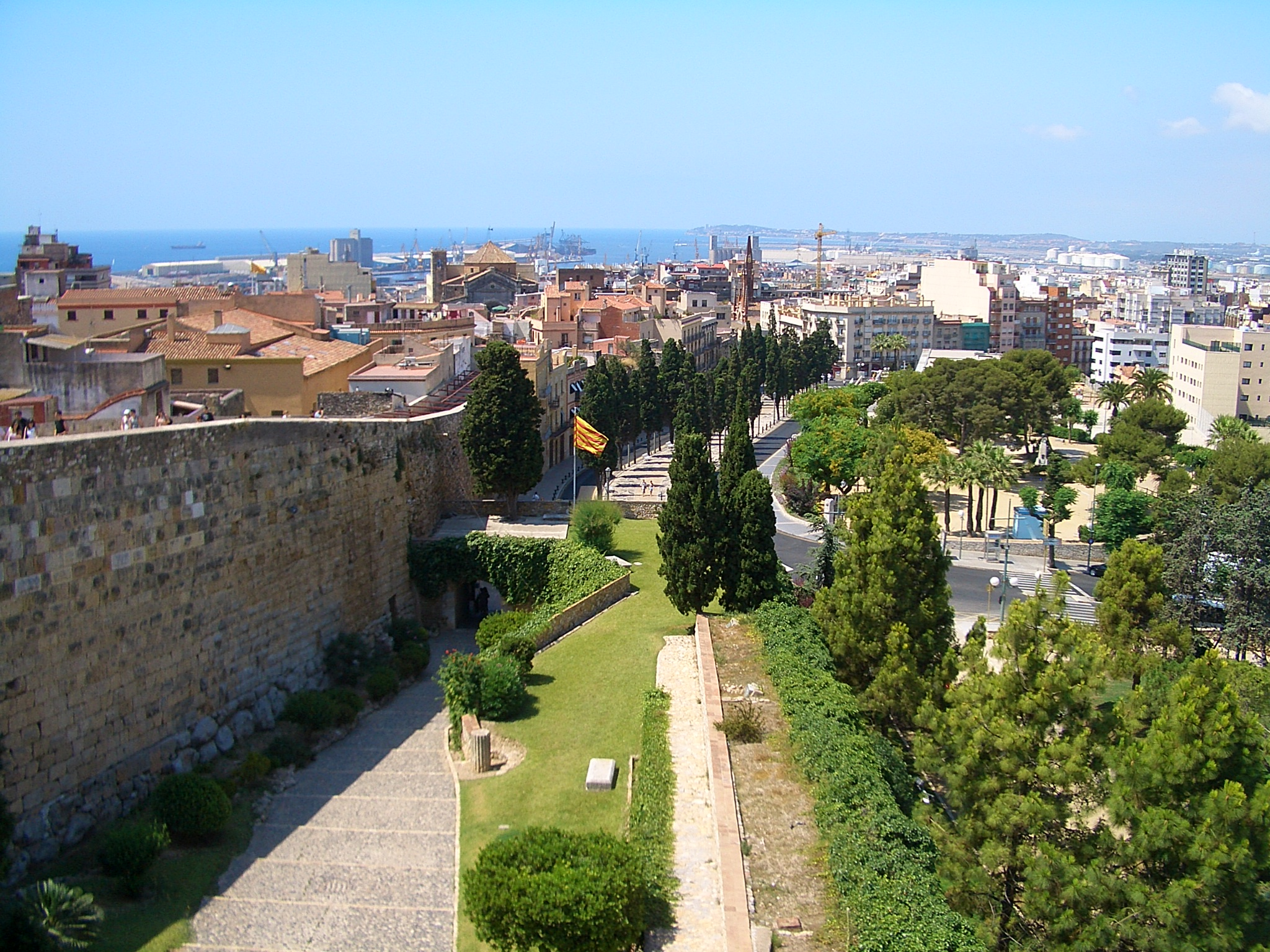
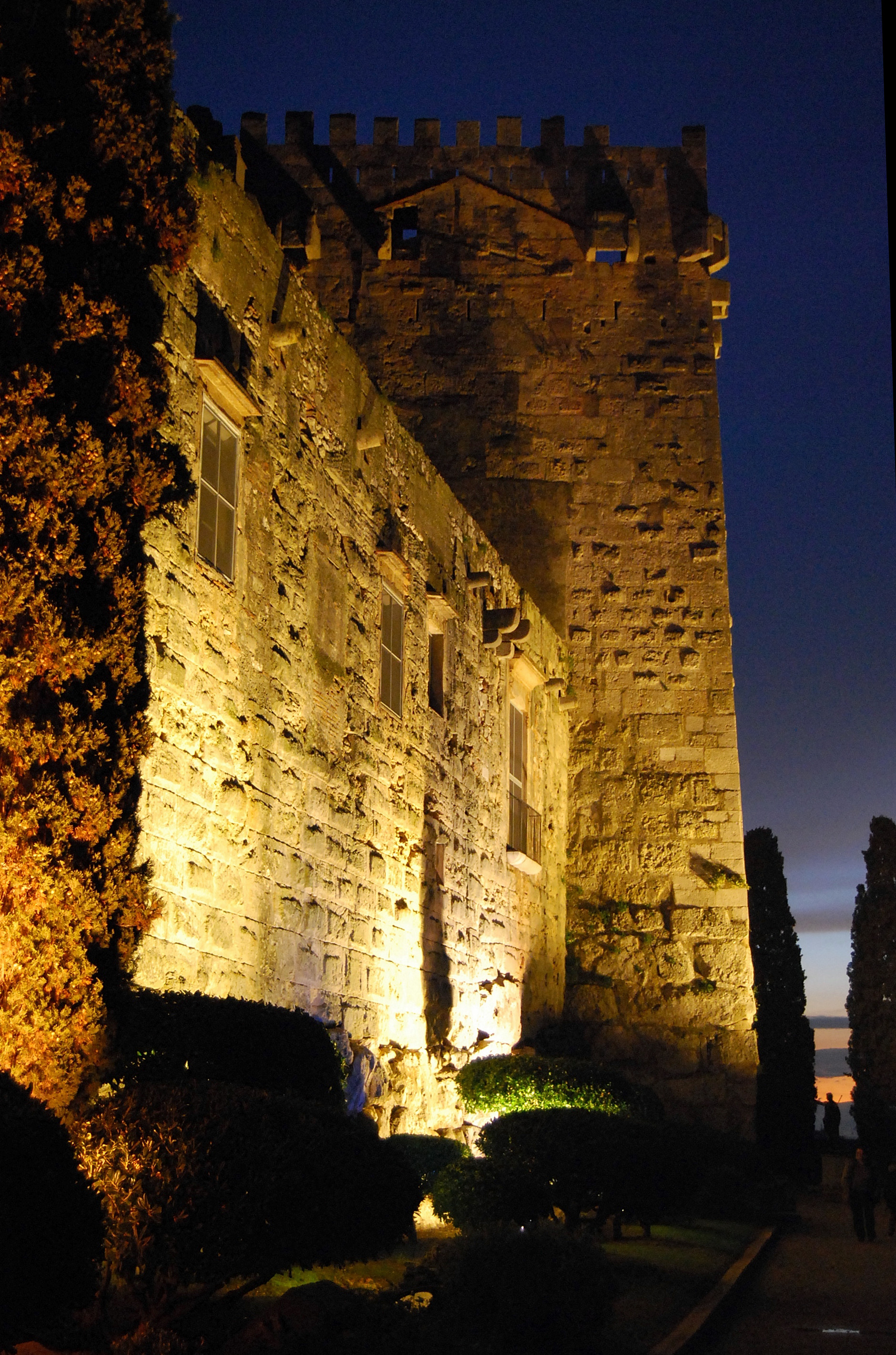
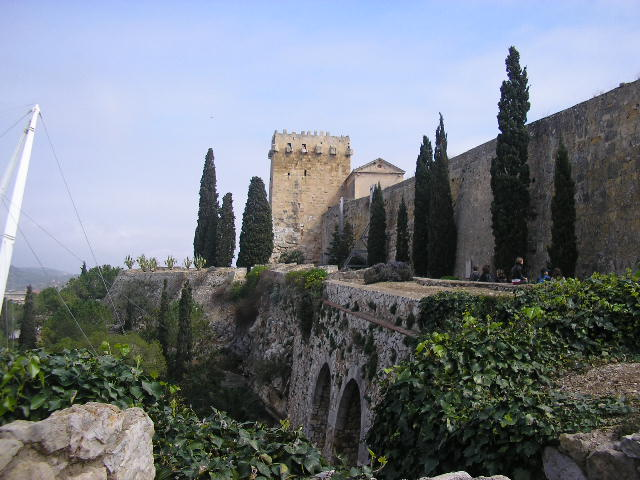
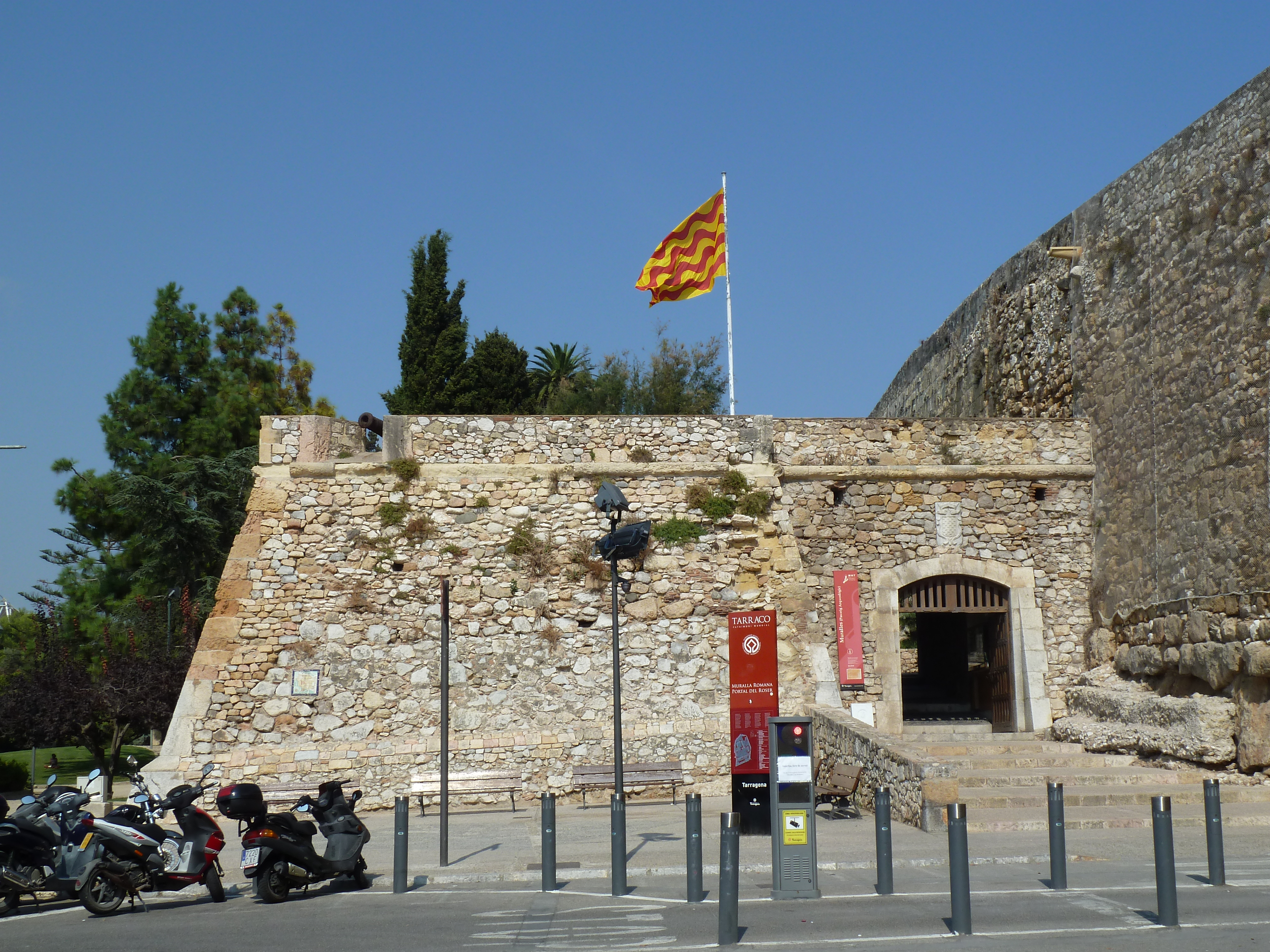
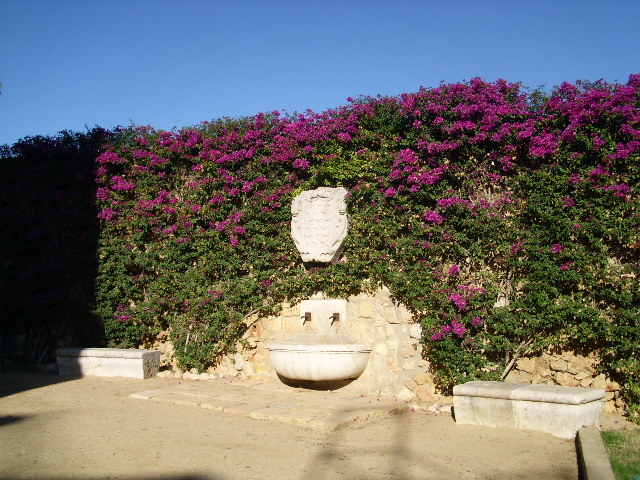